# Aprionus pullatus
Aprionus pullatus är en tvåvingeart som beskrevs av Boris Mamaev 1998. I den svenska databasen Dyntaxa används istället namnet Aprionus pyxidiifer. Aprionus pullatus ingår i släktet Aprionus och familjen gallmyggor.
Artens utbredningsområde är Sverige. Arten är reproducerande i Sverige. Inga underarter finns listade i Catalogue of Life.